# Chengmen (sockenhuvudort i Kina, Jiangxi Sheng, lat 29,64, long 115,81)
Chengmen är en sockenhuvudort i Kina. Den ligger i provinsen Jiangxi, i den sydöstra delen av landet, omkring 110 kilometer norr om provinshuvudstaden Nanchang. Antalet invånare är 21 987. Befolkningen består av 11 442 kvinnor och 10 545 män. Barn under 15 år utgör 21,0 %, vuxna 15-64 år 68 %, och äldre över 65 år 9,0 %.
Runt Chengmen är det tätbefolkat, med 459 invånare per kvadratkilometer. Närmaste större samhälle är Ruichangshi, 15,5 km väster om Chengmen. I omgivningarna runt Chengmen växer i huvudsak blandskog.
Genomsnittlig årsnederbörd är 2 073 millimeter. Den regnigaste månaden är maj, med i genomsnitt 328 mm nederbörd, och den torraste är januari, med 59 mm nederbörd.